# Toucha
Toucha (persiska: Tūchā’, توچاء) är en del av en befolkad plats i Iran.   Den ligger i provinsen Gilan, i den norra delen av landet, 230 km nordväst om huvudstaden Teheran. Antalet invånare är 503.
Terrängen runt Toucha är mycket platt. Runt Toucha är det tätbefolkat, med 427 invånare per kvadratkilometer. Närmaste större samhälle är Khoshk-e Bījār, 9,3 km väster om Toucha. Trakten runt Toucha består till största delen av jordbruksmark.